# Ortogonalidad (matemática)

Tres planos ortogonales

En matemáticas, el término ortogonalidad (del griego ὀρθός, ‘recto’, y γωνία, ‘ángulo’) es una generalización de la noción geométrica de perpendicularidad. En el espacio euclídeo convencional, el término ortogonal y el término perpendicular son sinónimos. Sin embargo, en espacios de dimensión finita y en geometrías no euclídeas, el concepto de ortogonalidad generaliza al de perpendicularidad.

## Ortogonalidad en espacios vectoriales

### Definición
Formalmente, en un espacio vectorial con producto interior V, dos vectores {\displaystyle x\in V} e {\displaystyle y\in V} son ortogonales si el producto escalar de {\displaystyle \langle x,y\rangle } es cero. Esta situación se denota {\displaystyle x\perp y}. Además, un conjunto A se dice que es ortogonal a otro conjunto B, si cualquiera de los vectores de A es ortogonal a cualquiera de los vectores del conjunto B.

### Complemento ortogonal
Si S es un subespacio vectorial de M, el complemento ortogonal de S en M está formado por los vectores de M que son perpendiculares a todos los vectores de S.

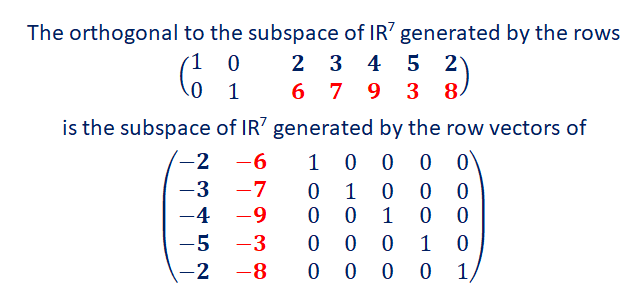
Ejemplo 1
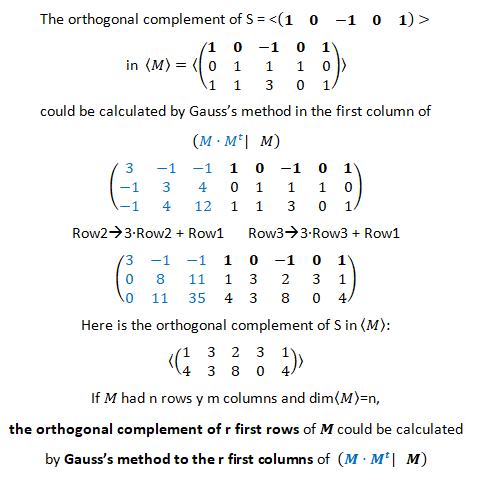
Ejemplo 2. Cálculo por el método de Gauss

### Ortogonalidad y perpendicularidad
En geometría euclídea se tiene, dos vectores {\displaystyle X} e {\displaystyle Y} ortogonales forman un ángulo recto, los vectores {\displaystyle v_{1}=(3,4)} y {\displaystyle v_{2}=(4,-3)} lo son ya que, {\displaystyle \langle v_{1},v_{2}\rangle =v_{1}\cdot v_{2}=3\times 4+4\times (-3)=0}. En espacios no euclídeos puede definirse de modo abstracto el ángulo entre dos vectores a partir del producto interior.

### Ortogonalidad respecto de una matriz (A-ortogonalidad)
Dados dos vectores {\displaystyle u_{1}} y {\displaystyle u_{2}} pertenecientes a un espacio vectorial de dimensión {\displaystyle n} y una matriz {\displaystyle A} de dimensión {\displaystyle n\times n}, si el productor escalar {\displaystyle \langle u_{1},Au_{2}\rangle }, notado {\displaystyle \langle u_{1},u_{2}\rangle _{A}}, es igual a cero, se dice que {\displaystyle u_{1}} y {\displaystyle u_{2}} son ortogonales respecto a la matriz {\displaystyle A} o A-ortogonales.
Un conjunto de {\displaystyle n} vectores {\displaystyle \{u_{i}\}_{i=1}^{n}} se dice que forma una base A-ortonormal si {\displaystyle \langle u_{i},u_{j}\rangle _{A}=\delta _{ij}} para todo {\displaystyle i,j=1,...,n}.

## Transformación ortogonal
En geometría y álgebra lineal, una transformación {\displaystyle \varphi :E\longrightarrow E} de un espacio prehilbertiano {\displaystyle (E,\langle \cdot ,\cdot \rangle )} en sí mismo —donde {\displaystyle \langle \cdot ,\cdot \rangle } representa el producto escalar en {\displaystyle E}— es ortogonal cuando {\displaystyle \varphi } es una aplicación lineal de {\displaystyle E} en sí mismo (un automorfismo) de forma que cualesquiera que sean los {\displaystyle u,v\in E} se cumple que {\displaystyle \langle \varphi (u),\varphi (v)\rangle =\langle u,v\rangle }.
En particular, el conjunto {\displaystyle E} puede ser un espacio euclídeo.
En caso de que {\displaystyle E} sea un espacio vectorial sobre el cuerpo de los números complejos, se dirá que {\displaystyle \varphi } es transformación unitaria.

## Ortogonalidad en otros contextos
El concepto de ortogonalidad puede extenderse a otros objetos geométricos diferente de los vectores. Por ejemplo, dos curvas suaves se consideran ortogonales en un punto si sus respectivos vectores tangentes son ortogonales. Dos familias de curvas se llaman ortogonales si en el punto de intersección de una curva de la primera familia con una curva de la segunda familia ambas resultan ser ortogonales. Un ejemplo de esto es el de las líneas isostáticas de tracción y compresión en una viga, las cuales son las envolventes de las tensiones principales.

## Sistemas de coordenadas ortogonales
Un sistema de coordenadas sobre una variedad de Riemann o un espacio localmente euclídeo es ortogonal cuando las líneas coordenadas asociadas a los valores constantes de alguna de las coordenadas tienen vectores tangentes que son ortogonales entre sí. Las coordenadas cartesianas, las coordenadas cilíndricas y las coordenadas esféricas son ejemplos de sistemas de coordenadas ortogonales.
Los sistemas de coordenadas ortogonales son interesantes porque el tensor métrico expresado en ese sistema de coordenadas es diagonal. Si además todos los términos del tensor métrico son +1 (o también -1 si estamos en una variedad pseudoriemanniana) el sistema de coordenadas se califica además de ortonormal.
Los sistemas de coordenadas ortogonales las líneas coordenadas forman familias de curvas ortogonales entre sí.